# Castell de Verdú
El Castell de Verdú és un dels edificis més emblemàtics de la vila i va ser al seu voltant on es van començar a aixecar els carrers i places que ara formen el poble de Verdú. És un edifici declarat bé cultural d'interès nacional.

## Història
Les terres de la vila de Verdú foren conquerides als musulmans vers l'any 1056 pel Comte Ramon Berenguer I, que les cedí en alou a Arnau Company i la seva família per tal d'afavorir-ne el poblament. La primera notícia del castell data de l'any 1080. El castell de Verdú es va construir per assegurar la protecció dels nous pobladors. La construcció de la torre mestra data del segle xii. No fou fins al segle xiii que el castell es convertiria en casa-palau dels abats del monestir de Santa Maria de Poblet. Guillem de Cervera va professar a aquest monestir i com a donació va entregar el castell de Verdú l'any 1230. Aquest mecenatge hi deixà fortes empremtes arquitectòniques.
La part més senyorial del castell es va construir en època de l'abat Copons (1316-1348). Aquesta part correspon al celler de volta de canó, a una sala intermèdia que probablement s'utilitzava per a activitats agrícoles, i una gran sala a la planta superior destinada a recepcions, que és l'anteriorment esmentada sala de l'abat Copons. A la part exterior es troba la torre escapçada, que rep el seu nom del fet que la part superior de la torre es va esfondrar com a conseqüència d'un bombardeig que les tropes del rei Joan II descarregaren contra la resistència dels verdunins que defensaven la causa del Príncep de Viana, durant la revolta catalana contra Joan II l'any 1472.
Les escales balustrades de l'accés principal foren encarregades el 10 d'octubre de 1572 per l'abat de Poblet al mestre de cases Antoni Vernia. Aquesta entrada ha perviscut fins als nostres dies, per esdevenir una de les peces arquitectòniques renaixentistes més importants de l'Urgell.
El castell fou adquirit en part per l'Ajuntament l'any 1988, que inicià obres de rehabilitació a la torre de l'homenatge. Anys després, la Generalitat de Catalunya dugué a terme noves obres de rehabilitació mitjançant el programa de l'1% cultural. Aquestes obres han permès frenar la degradació de l'edifici, consolidar l'estructura i les diferents façanes de l'immoble i recuperar elements originals. El castell s'obrí al públic l'any 2013.

## Descripció

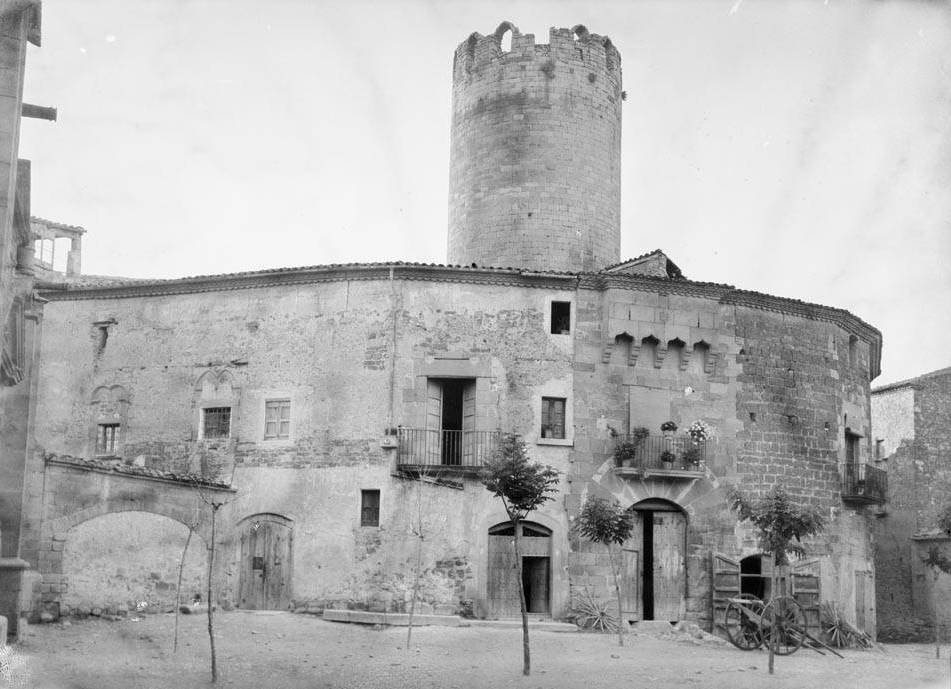
El castell de Verdú el 1910

El castell de Verdú és el nucli central al voltant del qual va anar formant-se la població del mateix nom. És una construcció de planta irregular perfectament adaptada al terreny on s'emplaça, al capdamunt del turó que corona el poble. El recinte de la fortalesa presenta una planta poligonal, i en el seu interior es troben les diverses dependències del castell. L'element més antic que es pot veure és la torre mestra, de base circular, situada al mig del pati i bastida al segle xii o a l'inici del segle xiii; d'uns 22 m d'alçada, es compartimenta en tres estances o pisos. A sota hi ha una cambra cega coberta amb una falsa cúpula que devia servir com a rebost o celler. Al pis principal també cobert amb cúpula s'hi accedia per una porta d'arc de mig punt situada a uns 8 m del sòl exterior. Dins d'aquesta estança, una porta de dimensions reduïdes dona pas a una estreta escala de cargol per la qual es puja al pis superior, acabat en dos arcs de mig punt que suporten el terrat. Aquest queda envoltat de merlets, i a sota mateix podem veure un seguit de traus que devien servir per a suportar una galeria volada de fusta.
La resta de construccions del castell són ja més tardanes (segles xiii-XV); destaca una gran sala situada als peus de la torre, coberta per vuit arcs apuntats. Per sota d'aquesta sala hi ha el probable celler, acabat en una volta de canó i per damunt d'aquestes dues estances, una gran sala gòtica, al nord de la qual s'adossa una torre de planta quadrangular, anomenada Torre Escapçada. És una torre de planta quadrangular construïda com a contrafort, quan el castell es va transformar en la casa-palau dels abats de Poblet, ja que tendia a obrir-se a causa de la pressió dels arcs de la Sala Gòtica. El castell es troba emplaçat gairebé als peus de l'església parroquial de Santa Maria de Verdú.
El conjunt ha estat objecte d'una profunda restauració que ha permès recuperar els espais i els elements originals.

## Recuperació del castell

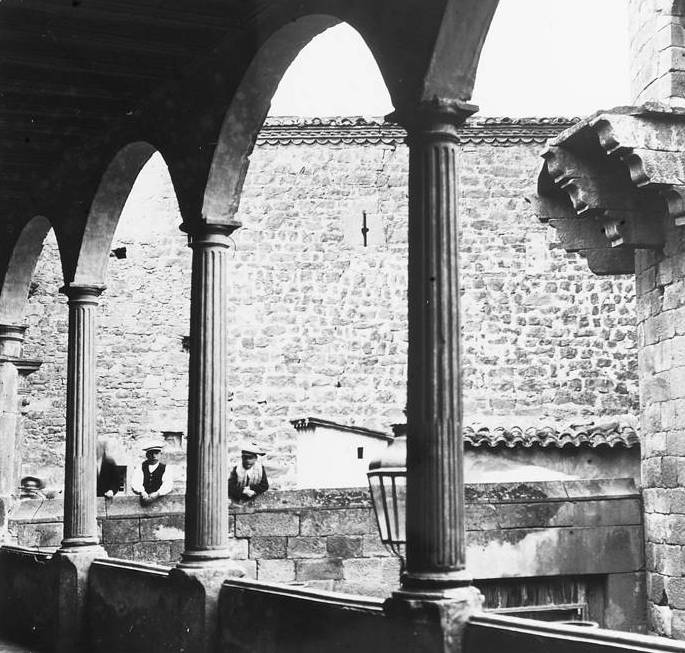
Detall de l'interior del castell en una imatge de 1913

El Govern català, mitjançant el programa de l'1% cultural, ha impulsat diverses fases d'obres de rehabilitació i reforçament de l'estructura del castell que han culminat ara i han permès tornar a obrir al públic un conjunt patrimonial de gran importància turística i històrica per a la plana de Lleida.
El castell de Verdú és una fortalesa del segle xi que va constituir l'origen de la vila. Després de la funció defensiva durant el primers temps de la conquesta, va esdevenir la residència dels abats del monestir de Poblet que s'allotjaven al municipi. La fortalesa, que conserva elements romànics, gòtics i renaixentistes, es va anar degradant amb el temps i l'Ajuntament de Verdú la va adquirir el 1988. El Govern, a través de l'Institut Català del Sòl, va iniciar les obres de restauració anys després.

### Les obres de consolidació
Els treballs, executats per l'Institut Català del Sòl amb un cost total de més d'1 MEUR, han permès frenar la degradació de l'edifici i consolidar l'estructura de la fortalesa, de la Torre Vella i de les diferents façanes de l'immoble. La segona fase de les obres, que es va iniciar l'any 2006, va permetre que una part del castell es reobrís al públic. Aquesta segona etapa va suposar una inversió de 939.142 euros i va permetre finalitzar la consolidació estructural del cos principal de les naus gòtiques, de la sala Abat Copons i de les naus de l'antiga capella de la banda nord-est. Igualment, s'han enderrocat les parts més precàries de l'edifici, s'ha desmuntat i tornat a muntar la façana de la galeria neoclàssica, s'han substituït forjats interiors, s'ha refet la coberta i s'han construït 2 arcs interiors de la Sala Gòtica amb pedra natural.
Finalment, les obres han servit per a consolidar els elements estructurals i refer la coberta de la Torre Vella, reparar la façana est de la Sala Gòtica i recuperar les finestres gòtiques de la sala Abat Copons. D'aquesta manera, s'ha donat un impuls definitiu a una primera fase de treballs de recuperació del conjunt militar, que va tenir un pressupost de 126.354 euros i durant la qual es va reforçar una part dels fonaments de l'edifici, consolidant així l'estructura dels arcs gòtics de les sales principals i apuntalant la galeria renaixentista.